# Торісіма (Хатідзьо)
О́стрів Торісі́ма (яп. 鳥島, とりしま, МФА: [toɾiɕima], «Пташиний острів») — безлюдний острів вулканічного походження в західній частині Тихого океану. Складова групи островів Ідзу, один з малих островів групи. Належить області Хатідзьо префектури Токіо, Японія. Не підпорядковий жодному населеному пункту області. 

## Географія
Віддалений від острова Хатідзьо на 280 км. Станом на 2007 рік площа острова становила 4,79 км². За формою нагадує коло, радіус якого становить 2,5 км. В центральній частині острова розташований вулкан Іо, висотою 394 м. 

### Клімат
Острів знаходиться у зоні, котра характеризується вологим субтропічним кліматом. Найтепліший місяць — серпень із середньою температурою 26.7 °C (80 °F). Найхолодніший місяць — січень, із середньою температурою 13.9 °C (57 °F).
| Клімат Торісіми         | Клімат Торісіми | Клімат Торісіми | Клімат Торісіми | Клімат Торісіми | Клімат Торісіми | Клімат Торісіми | Клімат Торісіми | Клімат Торісіми | Клімат Торісіми | Клімат Торісіми | Клімат Торісіми | Клімат Торісіми | Клімат Торісіми |
| Показник                | Січ.            | Лют.            | Бер.            | Квіт.           | Трав.           | Черв.           | Лип.            | Серп.           | Вер.            | Жовт.           | Лист.           | Груд.           | Рік             |
| Середня температура, °C | 14              | 14              | 15              | 18              | 20              | 23              | 26              | 27              | 26              | 23              | 20              | 17              | 20              |
| Норма опадів, мм        | 99              | 96              | 96              | 141             | 248             | 265             | 98              | 115             | 153             | 293             | 167             | 129             | 1900            |
| ----------------------- | --------------- | --------------- | --------------- | --------------- | --------------- | --------------- | --------------- | --------------- | --------------- | --------------- | --------------- | --------------- | --------------- |
| Джерело: Weatherbase    |                 |                 |                 |                 |                 |                 |                 |                 |                 |                 |                 |                 |                 |

## Історія
Острів є місцем гніздування альбатросів. З 1886 року він був заселений людьми, що займалися промисловим збором пір'я цих птахів. 1902 року, в результаті великого виверження вулкана, колонія збирачів зі 125 осіб була повністю знищена. Ця подія стала причиною створення японської Служби спостереження за діяльністю вулканів. Згодом на острові оселилася колонія збирачів устриць, які покинули острів 1939 року після чергового виверження. 1965 року населення острова було повністю евакуйоване через серію землетрусів. З другої половини 20 століття острів став єдиним місцем світу, де безперешкодно зростає популяція короткохвостих альбатросів. Станом на 1985 рік на його території нараховувалося 172 дорослих птахи й 51 пташеня. Весь острів має статус природного заповідника Японії.

## Галерея

Торісіма на карті островів Ідзу